# Wenzlow
Wenzlow là một đô thị thuộc huyện Potsdam-Mittelmark, bang Brandenburg, Đức.